# PEMEX
Die Petróleos Mexicanos (PEMEX) ist der staatliche Mineralölkonzern der Erdölwirtschaft in Mexiko. Das 1938 gegründete Unternehmen besaß bis 2014 in der Förderung von Treibstoff (Benzin sowie Dieselkraftstoff) ein Monopol in Mexiko und der Vergabe von Konzessionen an Tankstellen. 2014 wurde das Monopol beendet und das Unternehmen zudem für privates Kapital geöffnet. Seit November 2017 setzen die Inhaber von Tankstellen auch die Treibstoffpreise vollständig selbst. PEMEX zählt zu den zehn größten Ölgesellschaften weltweit und nimmt eine bedeutende Rolle für Mexikos Wirtschaft und Staatseinnahmen ein, leidet jedoch unter anderem nach Korruptionsskandalen und unterbliebenen Investitionen in den letzten Jahrzehnten aktuell auch unter einer geringen Produktivität.

## Unternehmensgeschichte

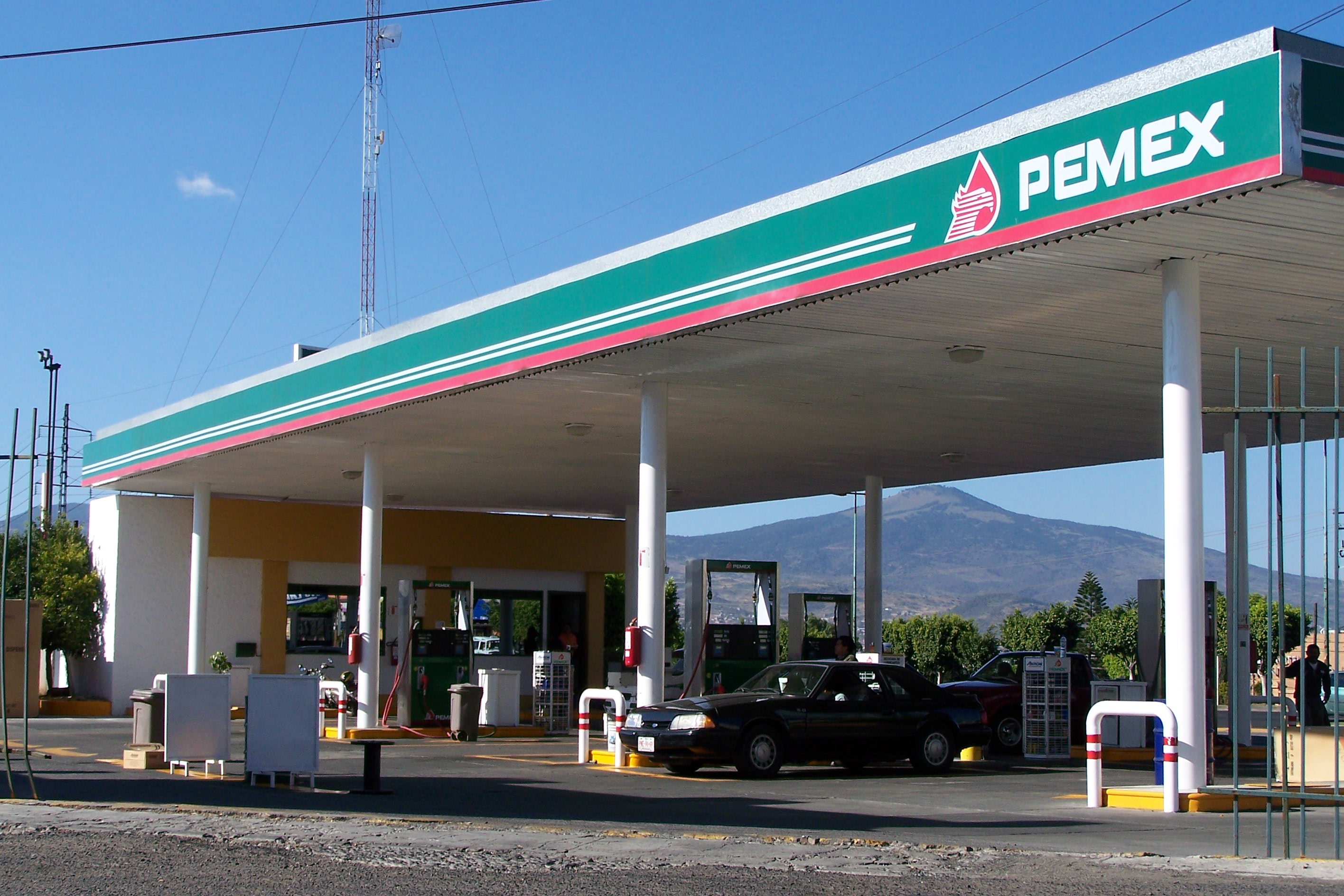
PEMEX-Tankstelle in Mexiko

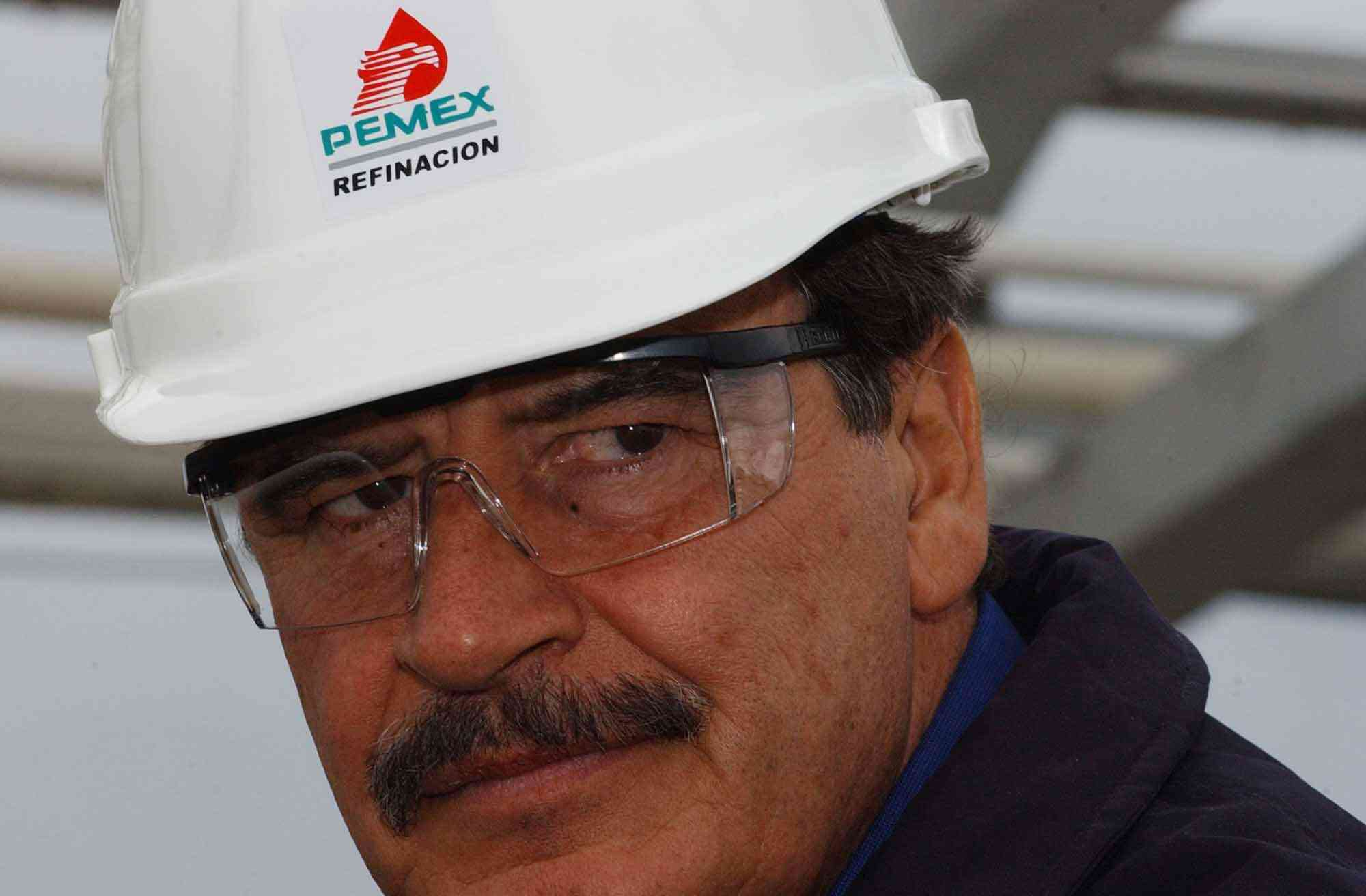
Vicente Fox (Präsident von Mexiko 2000 bis 2006) mit einem Helm von PEMEX

Am 18. März 1938 verstaatlichte Lázaro Cárdenas del Río die bis dahin US-amerikanischen und niederländischen Erdölkonzerne in Mexiko. Mehrere Staaten reagierten daraufhin mit einem Boykott für Erdöl aus Mexiko. Dennoch konnte sich Mexiko zu einem der größten Erdölexporteure der Welt entwickeln.
Die Versenkung der zwei für PEMEX fahrenden Tankschiffe Potrero del Llano und der Faja de Oro im Mai 1942 löste die Kriegserklärung Mexikos an die drei Achsenmächte Deutschland, Japan und Italien aus.
PEMEX versuchte 2005 Franchisenehmern die Konzession zu entziehen, die verschnittenes Benzin verkauften (minderwertige Qualitäten wurden als hochwertiges Benzin verkauft) oder mit manipulierten Zapfsäulen arbeiteten (die oft nur 9 Liter ausgeben, während 10 Liter berechnet werden). In einem Gerichtsurteil wurde entschieden, dass diese Vertragsbrüche kein Grund für den Entzug der Konzession sind.
2008 wurde durch den Kongress eine staatliche Aufsicht über PEMEX installiert, welche jedoch formal nur eine beratende Rolle einnimmt. Um das Jahr 2012 steuerte PEMEX mit seinen Steuer- und anderen Abgaben etwa ein Drittel des Staatshaushaltes bei, Die Fördermengen haben seit 2004 abgenommen und PEMEX schrieb 2019 einen Verlust von 18 Milliarden US-Dollar (35 beim Mitzählen zusätzlicher Belastungen) und ist zudem mit rund 105 Milliarden US-Dollar erheblich verschuldet. Belastet wurde der Konzern neben dem fallenden Ölpreis auch durch Korruptionsskandale der letzten Jahre. Der ehemalige PEMEX-Chef Emilio Lozoya wurde unter der neuen Regierung 2020 verhaftet. Er leitet das Unternehmen nach dem Wahlsieg 2012 von Enrique Peña Nieto, dessen Wahlkampfberater er war. Die Ermittler gehen davon aus, dass über ein Korruptionsnetz gezielt Gelder aus dem Unternehmen abgezweigt wurden.
Aufgrund der eingebrochenen Produktion erklärte die neue Regierung unter Andrés Manuel López Obrador 2019 die Rettung des Unternehmens zu seinen zentralen Zielen. In einer Übergangsphasen von drei Jahren mit neuen Investitionen soll die Produktion wesentlich gesteigert werden. Die Regierung Obrador beauftragte in der Umgestaltung von Pemex auch den Neubau einer Erdölraffinerie im Bundesstaat Tabasco, mit dem Ziel der Erhöhung der Produktivität und der Verringerung der Ölimporte. Diese Entscheidung stieß aufgrund des geringen Ölpreises und der Förderung von Öl, statt der Investition für eine verstärkten Förderung von erneuerbaren Energien, jedoch auf Kritik von umweltpolitischen Akteuren.

### Unfälle
- Am 3. Juni 1979 explodierte im Golf von Mexiko die Ölbohrplattform Sedco 135F an der Explorationsbohrung Ixtoc I und verursachte die zweitgrößte Ölpest der Geschichte.
- Am 19. November 1984 verursachten Explosionen in einem Öllager bei Mexiko-Stadt einen Großbrand, bei dem etwa 500 Menschen ums Leben kamen, siehe Raffinerie-Katastrophe in San Juanico 1984
- PEMEX wird immer wieder für das Unglück von Guadalajara im Jahr 1992 verantwortlich gemacht, in dessen Folge über 200 Menschen starben und über 500 Menschen verletzt wurden. Die Schuldfrage hierzu konnte jedoch bisher nicht zweifelsfrei geklärt werden.
- Am 31. Januar 2013 löste ein Gasleck eine Explosion im Torre Ejecutiva Pemex aus – 14 Menschen starben, mindestens 80 wurden verletzt.[12]
- Am Morgen des 1. April 2015 kam es auf der Ölbohrplattform Abkatun Permanente in der Bucht von Campeche im Süden des Golfs von Mexiko zu einer Explosion. Bei dem Unglück kamen vier Menschen ums Leben, mindestens 45 wurden verletzt.[13]
- Am 20. April 2016 wurden in der Hafenstadt Coatzacoalcos bei einer Explosion einer petrochemischen Fabrik der Firma PMV, einem Konsortium aus Pemex und Mexichem, mehrere Arbeiter getötet und einige hundert verletzt.
- Am 18. Januar 2019 kam es in der Nähe der Ortschaft Tlahuelilpan, rund 85 Kilometer nördlich der Hauptstadt, zu einer Explosion, bei der mindestens 73 Menschen ums Leben kamen und etwa ebenso viele verletzt wurden. Nach Angaben von PEMEX hatten Treibstoffdiebe ein Loch in eine Pipeline geschlagen, um dort Benzin abzuzapfen. Die Ursache für die Entzündung ist bislang unbekannt.[14][15]

### Ölschmuggel
Am 11. August 2010 berichtete das US-amerikanische Justizministerium, dass US-Raffinerien größere Mengen an Öl kauften, welches aus den Pipelines der mexikanischen Regierung gestohlen wurde. Kriminelle, insbesondere Drogenbanden, zapften die staatlichen Pipelines an und errichteten manchmal gar eigene Pipelines, um jährlich Öl im Wert von mehreren Hundert Millionen US-$ zu entwenden. Die US-Heimatschutzbehörde erklärte sich bereit, 2,4 Millionen US-$ an die mexikanischen Steuerbehörden zurückzahlen, die während einer großangelegten Ermittlung sichergestellt werden konnten. Der Präsident der in Houston ansässigen Trammo Petroleum und ein Ölbroker wurden im September 2010 verurteilt, nachdem sie sich im Mai für schuldig befunden hatten, mit gestohlenem Öl gehandelt zu haben.

## Konzernstruktur

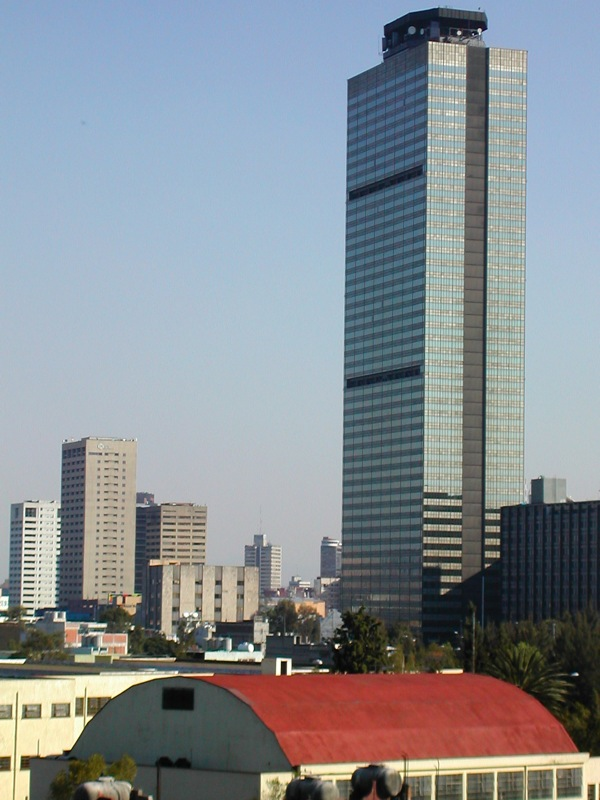
„Torre Pemex“ – Verwaltungsgebäude in Mexiko-Stadt

Pemex gliedert sich in die „Corporativo“ als Zentralorgan und die folgenden Tochterunternehmen:
- PEMEX Exploración y Producción (Exploration und Produktion)
- PEMEX Refinación (Raffinerien)
- PEMEX Gas y Petroquímica Básica (LPG und einfache petrochemische Erzeugnisse)
- PEMEX Petroquímica (Petrochemische Erzeugnisse)
- PMI Comercio Internacional, S.A. de C.V. (Import und Export aller Konzernprodukte)

## Konkurrenten
- PDVSA
- Petrobras